# 浪化
浪化（ろうか、寛文11年12月17日（1672年1月16日）- 元禄16年10月9日（1703年11月17日））は、江戸時代中期の浄土真宗の僧・俳人。父は東本願寺14世法主琢如。幼名は正丸。名は晴寛。法名は応真院常照。俳号は自遣堂・応々山人・休々山人など。京都の出身。
1677年（延宝5年）7歳のとき得度して越中国井波瑞泉寺の住職となるが、京都との間を往来した。父も兄も北村季吟の門人であり、初め季吟に師事したが、のち向井去来に学んだ。1691年（元禄4年）に刊行された『卯辰集』ではじめて句が入集している。1694年（元禄7年）閏5月、去来を通じて京都嵯峨の落柿舎で松尾芭蕉に会い、芭蕉の門に入った。芭蕉の没後も芭蕉への敬慕の念が厚く、塚を立て、遺髪を得て黒髪庵を建立している。また芭蕉の門弟らと交流し、各務支考と親しかった。
句集に『有磯海』『となみ山』などがある。